# 피치 (영화 제작)
피치(영어: pitch)란 영화나 텔레비전 프로그램 제작에 있어서 작가나 감독과 같은 제작진이 프로듀서나 방송국 고위 관계자들에게 자신들의 아이디어에 대한 간략한 설명을 하는 것을 가리키는 표현이다. 이들이 동의를 하면 제작진들은 해당 작품이나 에피소드를 제작할 수 있게 된다.
‘pitch’는 영업 기법 중 하나인 ‘sales pitch’의 준말이다. 피치는 캐스팅이나 배급 등 제작의 여러 단계에서 사용되며, 프로듀서들로 하여금 예산을 확보하는데도 도움을 준다. 피치를 활용하는 감독을은 일종의 ‘제작 패키지’를 만들기도 하는데, 여기에는 시놉시스나 예산과 같은 정보가 담겨있다. 이 패키지는 잠재적인 투자자들에게 배포가 된다. 어떤 경우에는 패키지에 넣을 피치 트레일러를 제작하여 투자자들에게 제작을 진행할 작품에 대한 보다 나은 설명을 돕기도 한다.
보통 피치는 각본이나 시나리오 전체를 바탕으로 만들어지지지만, 애니메이션의 경우 스토리보드만을 활용하는 경우가 대다수이다. 예를 들어 디즈니 채널의 애니메이션 프로그램인 《피니와 퍼브》의 경우 스토리보드만을 이용하여 피치가 이루어졌다. 작품의 공동 창작자인 댄 포븐마이어어는 작품 제작을 위해 해외에 거주 중인 월트 디즈니 컴퍼니의 여러 관계자들을 설득시켜야만 했다. 이를 위해 포븐마이어와 제작진들은 스토리보드를 만든 다음 이를 하나로 묶었다. 그 후 편집과 더빙, 음향 수정을 거친 뒤 여러 관계자들에게 이를 보내었고, 결국에는 제작을 허가받게 되었다.

## 참고 문헌
- Karg, Barbara; Van Over, Jim & Sutherland, Rick (2007). 《The everything filmmaking book: from script to premiere-- a complete guide to putting your vision on the screen》 (영어). Everything Books. ISBN 1-59869-092-2.
- Steiff, Josef (2005). 《The Complete Idiot's Guide to Independent Filmmaking》 (영어). Penguin Group. ISBN 1-59257-390-8.